# Grad Macumoto
Grad Macumoto (松本城, Macumoto-džō), prvotno znan kot grad Fukaši, je poleg Himedžija in Kumamota eden najpomembnejših japonskih zgodovinskih gradov. Stavba je zaradi črne zunanjosti znana tudi kot Vranji grad (烏城, Karasu-džō). To je bil sedež domene Macumoto pod šogunatom Tokugava iz obdobja Edo. Stoji v mestu Macumoto v prefekturi Nagano.
Bivalno-obrambni grad (tenšukaku), ki je bil dokončan v poznem 16. stoletju, ohranja prvotno leseno notranjost in zunanje kamnito zidovje. Naveden je kot nacionalni zaklad Japonske in je eden od dvanajstih preostalih originalnih tenšu na Japonskem.
Grad Macumoto je ravninski grad (hiradžiro), ker ni zgrajen na vrhu hriba ali sredi reke, temveč na ravnini. Njegova popolna obramba je vključevala obsežen sistem med seboj povezanih zidov, jarkov in vrat. 

## Zgodovina
Začetki gradu segajo v obdobje Sengoku. Na tem mestu je zgradil utrdbo šugō province Šinano, Šimadači Sadanaga iz klana Ogasavara v obdobju Eišo (1504-1520). Ta manjša mejna postaja se je prvotno imenovala grad Fukaši. Leta 1550 ga je zasedel klan Takeda po obleganju Fukašija.
Takeda Šingen je svojega spremljevalca Baba Nobuharuja imenoval za kastelana. Grad je bil terenski štab Takede za njihovo osvajanje porečja Macumoto in kot oporišče v nenehnem spopadu med Takedo in močnim klanom Uesugi na severu. Po porazu klana Takeda s strani Oda Nobunageja leta 1582 je bil grad predan Odi Nagamasu. Kmalu so ga prerazporedili na Kiso Jošimaso.
Z atentatom na Oda Nobunaga leta 1582 je grad zasegel Ogasavara Dosecuzai s podporo Uesugija Kagekacuja. Njegov nečak, Ogasavara Sadajoši, je kasneje obljubil zvestobo Tokugavi Iejasuju in preimenoval grad v »grad Macumoto«.
Po osvojitvi Odavare s strani Tojotomija Hidejošija leta 1590 je bil Tokugava Iejasu premeščen iz svoje domene v regijo Kanto, Išikava Kazumasa pa je bil postavljen za vodjo Macumota. Kazumasa in njegov sin Jasunaga sta zgradila stolp in druge dele gradu, vključno s tremi stolpi: tenšu in mala jagura na severozahodu, oba sta se začela leta 1590, in Vatari Jagura, rezidenco, bobnasta vrata, črna vrata, Cukimi Jagura, obrambni jarek, najbolj notranje predgradje, drugo in tretje predgradje in podnadstropja v gradu, tako kot so danes. Sodelovali so tudi pri ureditvi grajskega mesta (Jōkamači) in njegove infrastrukture. Domneva se, da je bil velik del gradu dokončan do leta 1593–94.
V obdobju Edo je šogunat Tokugava ustanovil domeno Macumoto. Ogasavara se je za kratek čas od 1613 do 1617 vrnil kot daimjo Macumota. Sledil jim je klan Toda-Macudaira od 1617 do 1633, klan Macudaira od 1633 do 1638, klan Hotta od 1638 do 1642, klan Mizuno od 1642 do 1725 in Klan Toda-Macudaira ponovno od leta 1725 do obnove Meidži leta 1868.

## Zaščita
Leta 1872 je nova vlada Meidži odredila uničenje vseh nekdanjih fevdalnih utrdb. Večina grajskih struktur je bila porušena, zunanje ozemlje gradu Macumoto pa je bilo prodano na dražbi za prenovo. Ko je odjeknila novica, da bo tenšu porušen, je vplivna osebnost iz Macumota, Ičikava Rjōzō, skupaj s prebivalci iz Macumota začel kampanjo za rešitev stavbe. Njihov trud je bil poplačan, ko je stolp pridobila mestna vlada.
Rezidenca daimjoja v ograjenem prostoru Ni-no-Maru je bila prav tako ohranjena za uporabo kot prefekturni urad za prefekturo Čikuma. Vendar pa je bil požgan v požigu leta 1876. Takrat naj bi se prefekturi Čikuma in Nagano združili v sodobno prefekturo Nagano, zato je prišlo do polemike o tem, kje naj bo glavno mesto prefekture. Izguba te stavbe je odločila o lokaciji v korist mesta Nagano in leta 1878 je bilo na tem mestu zgrajeno okrožno sodišče Macumoto.
V poznem obdobju Meidži se je tenšu začel nagibati na eno stran. To je bilo zaradi zanemarjanja skupaj s strukturno napako, vendar je veliko ljudi verjelo, da se je stolp nagnil zaradi prekletstva Tada Kasukeja. Bil je ujet in usmrčen, ker se je poskušal pritožiti na nepravične davčne zakone (Džōkjō upor).  Lokalni ravnatelj srednje šole Kobajaši Unari se je odločil obnoviti grad in zaprosil za sredstva. Grad je med letoma 1903 in 1913 doživel »veliko prenovo«.
Grad je bil leta 1930 razglašen za nacionalno zgodovinsko mesto. Pet ohranjenih prvotnih stavb (tenšu, inui-ko-tenšu (majhen severni stolp), vatari-jagura (pokrit prehod), tacumi-cuke-jagura (južno krilo) in cukimi –jagura (soba za opazovanje lune)) so bile leta 1952 označene kot nacionalni zaklad Japonske. To je omogočilo dostop do vladnega financiranja za velik obnovitveni projekt od 1950 do 1955, med katerim so bile te stavbe razstavljene in ponovno zgrajene.
Leta 1990 sta bila rekonstruirana Kuromon-Ninomon (druga vrata - Črna vrata) in sodebei (stranska stena). Kvadratna bobnasta vrata so bila rekonstruirana leta 1999.
6. aprila 2006 je bil grad Macumoto izbran med 100 najboljših gradov na Japonskem.
Grad Macumoto je bil poškodovan v potresu z magnitudo 5,4 30. junija 2011. Potres je povzročil približno deset razpok v notranji steni glavnega stolpa.
Obstaja načrt za obnovo soto-bori (zunanji jarek), ki je bil predelan za stanovanjsko območje.
V drugem nadstropju glavnega hrama je muzej orožja, Teppo Gura, z zbirko pušk, oklepov in drugega orožja.

## Galerija
- Bivalno-obrambni stolp
- Zunanjost gradu ok. 1910
- Kuromon (Črna vrata)
- Kuromon (Črna vrata) drugačen pogled
- Znotraj gradu Macumoto
- Grad Macumoto kot je videti iz notranjosti glavnega ograjenega prostora.
- Grad in jarek.
- Pogled na grad z mostu.
- Pogled na grad z glavnih vrat.
- Pogled na osvetljeni grad Macumoto